# Journal of Medical Entomology
Journal of Medical Entomology (ISSN 0022-2585) — американский энтомологический и акарологический журнал для публикации научных исследований, посвященных медицинскому значению насекомых и клещей.

## История
Журнал основан в 1964 году. Выпускается Энтомологическим обществом Америки. В 2010 году вышел 47-й том.
По уровню цитирования (Импакт-фактор, Science Citation Index)  входит в десятку самых значимых журналов в мире в категории энтомология.
Главный редактор: Walter J. Tabachnick (Florida Medical Entomology Lab, Vero Beach, FL)

## ISSN
- ISSN 0022-2585
- Online ISSN: 0022-2585 [4]